# Sörtjärnen (Bodsjö socken, Jämtland)
Sörtjärnen är en sjö i Bräcke kommun i Jämtland och ingår i Ljungans huvudavrinningsområde.